# Macrocoma palmaensis
Macrocoma palmaensis es una especie de insecto coleóptero de la familia Chrysomelidae.
Fue descrita científicamente en 1977 por Palm.